# 야스다촌 (시마네현 미노군)
야스다촌(安田村)은 일본 시마네현 미노군에 설치되었던 촌이다. 현재의 마스다시의 일부에 해당한다.